# بچویتسا
بچویتسا (به صربی: Bečevica) یک منطقهٔ مسکونی در صربستان است که در کنیچ واقع شده‌است.